# Wanderlust
Wanderlust (del alemán wandern; caminar y Lust; pasión) hace referencia a la pasión por caminar, pero el término fue evolucionando hasta la expresión pasión por vagar o deambular.
En alemán moderno, el término ha derivado en pasión por viajar, por eso, el concepto Wanderlust hace referencia al deseo que tienen algunas personas por viajar o descubrir el mundo.

## ElSíndrome Wanderlust
Se hace referencia al Síndrome Wanderlust para hablar de aquellos individuos cuyo principal objetivo en la vida es viajar. El síndrome se asocia rápidamente a los jóvenes, pero lo cierto es que cualquiera puede padecerlo, ya que parece haberse convertido en la pandemia del siglo XXI. 
Aquellos que sufren deseos irrefrenables por explorar la geografía mundial, conocer culturas distintas a la propia y, en definitiva, abandonar su zona de confort, se incluyen fácilmente en este grupo. Prefieren llamarse a sí mismos viajeros, no turistas. 
Si bien es cierto que no hay una única forma de viajar, aquellos que sufren la enfermedad del viajero reúnen unas características que se repiten: la ausencia de equipaje excesivo, la búsqueda constante de aventuras, la huida de la vida rutinaria y, en general, la improvisación en sus viajes.

## El gen del viajero
Algunos estudios atribuyen esta pasión por viajar al gen DRD4-7R, más conocido como gen del viajero, que es el gen receptor de la dopamina en nuestro organismo. Los expertos asocian este gen a aquellas personas descendientes de comunidades migratorias de hace más de 50.000 años, aunque en la actualidad el gen sólo está presente en el 20% de la población.
Las personas que portan este gen son más propensas a asumir riesgos, más abiertas a la vivencia de aventuras y poseen mayores deseos de viajar y explorar. Les atraen los retos y siempre están preparados para los cambios. 

## Palabras relacionadas
El término Wanderlust ha estado siempre muy ligado a otra palabra de origen alemán: Fernweh. Ésta fue acuñada por el geógrafo alemán Alexander von Humboldt y hace referencia a la nostalgia por los lugares que todavía no se han conocido y a la melancolía por permanecer siempre en un mismo lugar.